# Attacker
Attacker est un groupe américain de heavy metal, originaire du New Jersey.

## Histoire
Le groupe est formé en 1983, sous le nom de Warloc avant de changer de nom pour Attacker l'année suivante. Le groupe est surtout connu pour son premier album Battle at Helms Deep, sorti en 1985 chez Metal Blade Records. Depuis, ils comptent sept autres albums studio, dont Sins of the World en 2016 chez Metal on Metal Records et The God Particle en 2024.

## Discographie

### Albums
- 1985 : Battle at Helms Deep (Metal Blade)
- 1988 : The Second Coming (Mercenary)
- 2004 : Soul Taker (Iron Glory)
- 2006 : The Unknown (Sentinel Steel)
- 2007 : Standing the Test of Time (Chavis)
- 2013 : Giants of Canaan (Metal on Metal)
- 2016 : Sins of the World (Metal on Metal)
- 2024 : The God Particle (Cruz del Sur)